# Tityus indecisus
Espèce
Tityus indecisus est une espèce de scorpions de la famille des Buthidae.

## Distribution
Cette espèce se rencontre au Brésil et en Argentine.

## Publication originale
- Mello-Leitão, 1934 : « Estudo monografico dos Escorpioes da Republica Argentina. » Octava Reunion de la Sociedad Argentina de Patologia Regional del Norte, vol. 51, p. 1-97.